# 1 juni
1 juni är den 152:a dagen på året i den gregorianska kalendern (153:e under skottår). Det återstår 213 dagar av året.

## Återkommande bemärkelsedagar

### Nationaldagar
- Samoas nationaldag (till minne av självständigheten från Nya Zeeland 1962)

### FN-dagar
- Mjölkens dag[1] (sedan 2000; för att uppmärksamma mjölkens roll för folkhälsan)

### Övriga
- Mobilfria dagen (instiftad av Mossenmarkska ljudfonden 2002 för att öka medvetenheten om den moderna ljudmiljön)
- Worldoutlanderday (den första boken i Outlanderserien skriven av Diana Gabaldon gavs ut denna dag år 1991)

## Namnsdagar

### I den svenska almanackan
- Nuvarande – Gun och Gunnel
- Föregående i bokstavsordning
  - Gun – Namnet infördes 1986 på 9 januari. 1993 flyttades det till 2 april och 2001 till dagens datum.
  - Gunnel – Namnet infördes 1986 på 30 januari. 1993 gjorde det sällskap med Gun till 2 april och 2001 till dagens datum.
  - Nicomedes – Namnet fanns, till minne av en antik martyr, på dagens datum under medeltiden. I Sveriges första tryckta kalender (1585) förvanskades det genom en feltolkning till Nikodemus.
  - Nikodemus – Namnet infördes, till minne av en farisé, som förekommer i Johannesevangeliet, på dagens datum 1585, på grund av en feltolkning av det medeltida Nicomedes. Det fanns där fram till 1993, då det utgick.
  - Nina – Namnet infördes på dagens datum 1986, men flyttades 1993 till 13 maj och utgick 2001.
  - Ninni – Namnet infördes på dagens datum 1986, men utgick 1993.
  - Runa – Namnet infördes 1986 på 2 juni. 1993 flyttades det till dagens datum och utgick 2001.
  - Rune – Namnet infördes, tillsammans med Runa, 1986 på 2 juni. Det följde med detta namn till dagens datum 1993, men när Runa 2001 utgick flyttades Rune istället till 24 november.
- Föregående i kronologisk ordning
  - Före 1585 – Nicomedes
  - 1585–1900 – Nikodemus
  - 1901–1985 – Nikodemus
  - 1986–1992 – Nikodemus, Nina och Ninni
  - 1993–2000 – Rune och Runa
  - Från 2001 – Gun och Gunnel
- Källor
  - Brylla, Eva (red.): Namnlängdsboken, Norstedts ordbok, Stockholm, 2000. ISBN 91-7227-204-X
  - af Klintberg, Bengt: Namnen i almanackan, Norstedts ordbok, Stockholm, 2001. ISBN 91-7227-292-9

### Finlandssvenska almanackan
- Nuvarande från 1929[2] – Rabbe
- I föregående revideringar[a][3]
  - inga ändringar sedan 1929

## Händelser
- 193 – Den romerske kejsaren Didius Julianus blir mördad i sitt palats av en trupp soldater, sedan den romerska senaten har utfärdat en dödsdom mot honom. Han har endast varit kejsare i två månader (sedan 28 mars), men har redan blivit impopulär både bland folket och i senaten, eftersom han har köpt sig kejsartiteln genom att muta praetoriangardet. På sista tiden har han även kommit på kant med detta, sedan det har stått klart att han inte ämnar uppfylla de löften han har givit det. För att bli av med honom utfärdas och verkställs dödsdomen därmed denna dag.
- 1442 – Den nordiske unionskungen Erik av Pommern blir avsatt i Norge, tre år efter att han har blivit avsatt i Sverige och Danmark (1439). Han har då varit kung av Norge i nästan 53 år (sedan 1389), men då han genom sitt krig med Hansan har blivit mer och mer impopulär som kung är han nu slutligen bortkörd från samtliga sina nordiska troner. Han drar sig tillbaka till Gotland, och ägnar sig i sju år åt sjöröveriverksamhet på Östersjön, med Visby som bas, innan han 1449 blir bortkörd även därifrån och därefter lever sina tio sista år i livet (till 1459) som hertig av Pommern.
- 1533 – Anne Boleyn kröns till drottning av England.
- 1676 – En dansk-nederländsk flotta på 42 fartyg, ledd av Niels Juel, besegrar en svensk eskader på 57 fartyg, under ledning av Lorentz Creutz den äldre i slaget vid Ölands södra udde. Det svenska flaggskeppet regalskeppet Kronan, bestyckat med 126 kanoner, exploderar och går till botten, sedan elden har utbrutit ombord och nått krutförrådet, varvid Creutz omkommer, tillsammans med 850 andra matroser. Det svenska nederlaget leder till att danskarna får herraväldet på haven och en månad senare (29 juni) kan inleda sin landstigning i Skåne (vid Råå fiskeläge), i syfte att återta de östdanska provinserna (Skåne, Halland och Blekinge), som gick förlorade till Sverige vid freden i Roskilde 1658.
- 1719 – Svenska staten börjar samla in de så kallade nödmynten, som har präglats och varit i cirkulation sedan 1715. Dessa mynt har mycket större nominellt värde (värdet som är präglat på myntet) än värdet på silverhalten i myntet, vilket har lett till kraftig svensk inflation och mynten är därför inte populära. En vecka senare återlämnas mynten till ägaren, men de är nu värda 2 öre silvermynt, istället för, som tidigare 32 öre. Ägarna får också ett skriftligt bevis på att staten, när det är möjligt, ska återbetala 14 öre av värdet, mot inlösning av mynten, medan övriga 16 öre dras in till kronan. 1724 nedsätts myntens värde till 1 öre silvermynt och det dröjer så sent som till 1760-talet, innan alla mynt är inlösta till kronan.
- 1792 – Kentucky upptas som den 15:e delstaten i den amerikanska unionen.[4] Redan 1783 blev området oorganiserat amerikanskt territorium och 1788 var det del av Virginia, när det blev upptaget som delstat. Delstaten Kentucky är alltså en separation från Virginia, vilket beror på att den staten är mycket stor till ytan, vilket innebär, att det för Kentuckyborna är långt och farligt att resa till delstatshuvudstaden Richmond, vilket i sin tur gör det krångligt att sköta militärförsvaret mot indianerna, eftersom alla frågor som rör detta måste godkännas av guvernören i huvudstaden. Dessutom är Kentuckyborna missnöjda över att delstatsregeringen hämmar deras handel på Mississippifloden.
- 1796 – Tennessee upptas som den 16:e delstaten att upptas i den amerikanska unionen.[5] Detta blir den första delstaten som skapas av territorium, som administreras av den federala amerikanska regeringen.
- 1899 – Närkes hertig prins Eugen inviger en industri- och hemslöjdsutställning i Örebro, vilken pågår över sommaren. I utställningen ingår också ett lantbruksmöte från den 1 till 4 juni.
- 1941
  - Efter att Rashid Ali al-Gaylani har genomfört en statskupp i Irak den 1 april och Irak därför har förlorat en månads krig mot Storbritannien (2–29 maj), inleds en pogrom, som går till historien som Farhud, i den irakiska huvudstaden Bagdad, mot stadens judar. Rashid Ali al-Gaylani sympatiserar nämligen med nazismen och judarna sägs också ha hjälpt britterna under kriget. Under pogromen, som pågår till dagen därpå, dödas mellan 175 och 780 judar och omkring 1000 skadas.
  - Slaget om Kreta avslutas.
- 1946 – Ion Antonescu, anklagad för att ha stött den tyska invasionen av Sovjetunionen, blir avrättad vid Jilavafängelset i utkanten av Bukarest. Även Mihai Antonescu (vice premiärminister och utrikesminister), Gheorghe Alexianu (guvernör för Transnistrien) och Constantin Z. Vasiliu (polischef) avrättas vid detta tillfälle.
- 1949 – Storbritannien erkänner emiratet Cyrenaica,[6] sedan dess ledare Idris har utropat dess självständighet från den brittiska militäradministrationen den 1 mars. Redan två år senare blir det en provins i det förenade kungariket Libyen, med Idris som kung.
- 1958 – Ett nyval till den svenska andra kammaren hålls, med anledning av att koalitionsregeringen mellan Socialdemokraterna och Centerpartiet har spruckit på pensionsfrågan och förhandlingarna mellan de fem riksdagspartierna (Kommunistiska partiet, Socialdemokraterna, Centerpartiet, Folkpartiet och Högerpartiet) om pensionen har strandat. De borgerliga partierna har inte ansett sig kunna bilda ny regering, varför statsminister Tage Erlander har bildat ny regering, som han dock har sagt ska avgå, om man inte kommer till någon lösning i pensionsfrågan. Resultatet av valet blir att det socialistiska blocket går framåt med fyra mandat på de borgerligas bekostnad, men eftersom mandatfördelningen mellan blocken blir 115 lika (då talmannen är socialdemokrat och därför inte har rösträtt) lägger Erlander inte fram sitt pensionsförslag förrän året därpå och det antas inte förrän 1960. Detta är senaste gången nyval har hållits i Sverige.
- 1964 – Kenya blir en republik med Jomo Kenyatta som sin första president.
- 1975 – Det kurdiska politiska partiet Kurdistans patriotiska union bildas.
- 1980 – Den amerikanska nyhets-tv-kanalen CNN lanseras av mediemogulen Ted Turner och inleder sina sändningar klockan 17.00 (amerikansk östkusttid). Det blir den första tv-kanalen i världen, som sänder dygnet runt och dessutom den första amerikanska kanalen, som enbart sänder nyheter. Idag (2025) är det den största nyhetskanalen i världen.
- 1981 – Enhetliga portobestämmelser för alla inrikes brevförsändelser införs av det svenska postverket. Detta innebär, att alla olika bestämmelser om olika porto beroende på försändelsens innehåll avskaffas, då dessa med tiden har blivit allt krångligare, med specialbestämmelser för olika trycksaker till exempel. Från och med nu styrs portokostnaden endast av försändelsens storlek och vikt.
- 1992 – Stockholm-Bromma flygplats öppnas på nytt för internationell flygtrafik, efter att flygplatsen i 30 år enbart har hanterat inrikestrafik (1962 omdirigerades all utrikestrafik till den nyöppnade flygplatsen Arlanda). Ändringen sker sedan den svenska flygtrafiken samma år har avreglerats och är en del i Sveriges anpassning till inträdet i Europeiska unionen 1995.
- 1997 – Järnvägsdelen av den nära 7 kilometer långa bron över det danska sundet Stora Bält mellan Själland och Fyn invigs efter en byggtid på nio år. Vägdelen invigs dock inte förrän ett år senare (14 juni 1998).
- 1998 – Den europeiska centralbanken (ECB) inrättas formellt som egen juridisk person och som en av Europeiska unionens institutioner, med säte i den tyska staden Frankfurt am Main. Banken ägs gemensamt av medlemsländernas centralbanker och ska reglera unionens monetära politik samt sträva efter att stödja unionens allmänna ekonomiska politik. Det är också denna bank som har ensamrätt att utge euromynt och -sedlar.
- 2001
  - Den nepalesiske kronprinsen Dipendra dödar åtta personer inom den nepalesiska kungafamiljen, inklusive sina föräldrar, kung Birendra och drottning Aishwarya, innan han även skjuter sig själv och hamnar i koma. Anledningen till skottdramat är att kronprinsen har avvisats från en fest, eftersom han uppträtt illa, då han är berusad. Eftersom kung Birendra dödas i händelsen blir den ännu levande kronprins Dipendra formellt Nepals kung. Han avlider dock själv av sina skador den 4 juni, utan att ha vaknat upp ur sin koma. Han efterträds av sin farbror Gyanendra, som blir Nepals kung fram till 2008, då monarkin avskaffas.
  - Ett terrordåd mot en nattklubb vid havet i Tel Aviv i Israel utförs. Gärningsmannen, Saed Soltan, detonerar sin bomb i kön utanför nattklubben. Attentatet dödar 21 personer och skadar 132.
- 2005
  - En lag om rökförbud på restauranger och nöjeslokaler träder i kraft i Sverige, vilket därmed kraftigt begränsar offentlig rökning i landet. En majoritet av svenskarna är emellertid för förbudet och som en följd av detta ökar snusandet istället.
  - Tre dagar efter att en folkomröstning i Frankrike har gett ett nej till europeiska konstitutionen hålls en likadan omröstning i Nederländerna. Även här blir resultatet negativt (61,5 % nej). Dessa bakslag för konstitutionen leder till att andra länder, som har tänkt hålla omröstning om konstitutionen, antingen skjuter upp eller ställer in omröstningarna på obestämd tid och att konstitutionen ännu (2025) inte är antagen.
- 2009
  - Conan O’Brien tar från Jay Leno över värdskapet för den klassiska amerikanska talkshowen The Tonight Show på tv-nätverket NBC. O’Brien blir dock den mest kortvariga värden i seriens historia, då han efter en intressekonflikt med NBC lämnar den redan efter ett halvår och den 1 mars 2010 blir Leno åter programledare.
  - Flygplanet Air France Flight 447, som är på väg från den brasilianska staden Rio de Janeiro till den franska huvudstaden Paris, störtar i havet nordöst om Brasiliens kust, en halvtimme efter att det har försvunnit från radarn, varvid samtliga 216 passagerare och 12 besättningsmän ombord omkommer. Under den följande månaden bärgas 51 kroppar från vraket, men det dröjer nästan två år (till maj 2011), innan man hittar planets svarta lådor. Enligt haveriutredningen, som offentliggörs den 5 juli 2012, berodde haveriet på att piloterna begick diverse fatala misstag på grund av att deras utbildning var otillräcklig.

## Födda
- 1679 – Johan Runius, svensk poet
- 1767 – Benjamin Höijer, svensk universitetslärare och filosof
- 1769 – Józef Elsner, polsk kompositör
- 1776 – Pavel Sjuvalov, rysk militär
- 1780 – Carl von Clausewitz, preussisk general och militärteoretiker, mest känd för bokverket Om kriget
- 1801 – Brigham Young, amerikansk mormonpräst, president för Jesu Kristi Kyrka av Sista Dagars Heliga (mormonkyrkan)
- 1804 – Michail Glinka, rysk kompositör
- 1806 – John B. Floyd, amerikansk militär och demokratisk politiker, guvernör i Virginia 1849–1852, USA:s krigsminister 1857–1860
- 1831 – Redfield Proctor, amerikansk republikansk politiker, USA:s krigsminister 1889–1891, guvernör i Vermont 1878–1880 och senator för samma delstat 1891–1908
- 1855 – Edmund Fitzalan-Howard, brittisk politiker
- 1857 – Joseph Pujol, fransk underhållningsartist med artistnamnet Le Pétomane
- 1863 – Richard Stenbeck, svensk psykiater och ämbetsman
- 1873 – Carl Barcklind, svensk skådespelare, manusförfattare, operettsångare och regissör
- 1888 – Vera Nilsson, svensk konstnär
- 1889 – Charles Kay Ogden, brittisk lingvist och filosof
- 1890 – Frank Morgan, amerikansk skådespelare
- 1893 – Dan Moody, amerikansk demokratisk politiker, guvernör i Texas 1927–1931
- 1895 – Tadeusz Bór-Komorowski, polsk militär ledare och motståndskämpe, Polens premiärminister 1947–1949
- 1896 – Agnes Thomée, svensk dansare och skådespelare
- 1898 – Gunnar Edström, svensk läkare, professor och folkpartistisk politiker
- 1907
  - Frank Whittle, brittisk flygofficer, provflygare och uppfinnare
  - Jan Patočka, tjeckisk filosof
- 1910 – Leon Landgren, svensk kompositör, musiker och kapellmästare
- 1917 – William S. Knowles, amerikansk kemist, mottagare av Nobelpriset i kemi 2001
- 1922 – Povel Ramel, svensk friherre, text- och revyförfattare samt kompositör, pianist, sångare och komiker
- 1923 – Else Marie Brandt, svensk skådespelare
- 1925 – Brita Malmer, svensk arkeolog och numismatiker
- 1926
  - Marilyn Monroe, amerikansk skådespelare
  - Richard Schweiker, amerikansk republikansk politiker, senator för Pennsylvania 1969–1981, USA:s hälsominister 1981–1983
- 1930 – Edward Woodward, brittisk skådespelare
- 1931 – Lennart Atterling, svensk redaktör, kortfilmsregissör och skådespelare
- 1933 – Charles Nesbitt Wilson, amerikansk demokratisk politiker, kongressledamot 1973–1996
- 1937 – Morgan Freeman, amerikansk skådespelare
- 1940
  - René Auberjonois, amerikansk skådespelare
  - Kip Thorne, amerikansk teoretisk fysiker, mottagare av Nobelpriset i fysik 2017
- 1944 – Robert Powell, brittisk skådespelare
- 1946 – Brian Cox, brittisk skådespelare
- 1947 – Ronnie Wood, brittisk gitarrist, basist och konstnär, medlem i gruppen The Rolling Stones
- 1950
  - Gemma Craven, brittisk skådespelare och sångare
  - John M. Jackson, amerikansk skådespelare
- 1953
  - David Berkowitz, amerikansk seriemördare
  - Ebba Witt-Brattström, svensk litteraturvetare och feminist, professor vid Södertörns högskola
- 1955 – Kazimir Åberg, svensk jurist och hovrättsråd
- 1961 – Paul Coffey, kanadensisk ishockeyspelare
- 1968 – Jason Donovan, australisk skådespelare och sångare
- 1970 – Alexi Lalas, amerikansk fotbollsspelare
- 1971 – Ghil'ad Zuckermann, israelisk lingvist, professor vid Adelaides universitet
- 1973 – Heidi Klum, tysk fotomodell, programledare, producent, skådespelare, designer, musiker och konstnär
- 1974 – Alanis Morissette, kanadensisk sångare och skådespelare
- 1980 – Oliver James, brittisk skådespelare och sångare
- 1981 – Amy Schumer, amerikansk komiker
- 1982 – Justine Henin, belgisk tennisspelare
- 1983 – Sylvia Hoeks, nederländsk skådespelare
- 1985 – Jannike Stenlund, svensk sångare, låtskrivare och musikproducent
- 1986 – Anna Jönsson Haag, svensk längdskidåkare, bragdmedaljör
- 1988 – Nami Tamaki, japansk J-popartist
- 1996 – Tom Holland, brittisk skådespelare

## Avlidna
- 193 – Didius Julianus, 60, romersk kejsare sedan 28 mars detta år (avrättad)
- 1197 – Gertrud av Sachsen och Bayern, mellan 42 och 45, Danmarks drottning sedan 1182 (gift med Knut VI)
- 1625 – Honoré d'Urfé, 57, fransk författare
- 1676
  - Stupade i slaget vid Ölands södra udde:
    - Lorentz Creutz den äldre, 61, svensk friherre, ämbetsman, riksråd och amiralgeneral
    - Claas Uggla, 62, svensk amiral och friherre
- 1713 – Johan Runius, 34, svensk poet
- 1811 – Jeronimo de Bosch, 71, nederländsk filolog
- 1815 – Louis Alexandre Berthier, 62, fransk militär, marskalk av Frankrike
- 1823 – Louis Nicolas Davout, 53, fransk militär, marskalk av Frankrike
- 1832 – Thomas Sumter, 97, amerikansk militär och demokratisk-republikansk politiker, senator för South Carolina 1801–1810
- 1846 – Gregorius XVI, 80, påve sedan 1831
- 1868 – James Buchanan, 77, amerikansk jurist och demokratisk politiker, USA:s utrikesminister 1845–1849 och president 1857–1861
- 1877 – Jens Andersen Hansen, 71, dansk politiker
- 1879 – Louis Napoleon Bonaparte, 23, fransk tronpretendent, även känd som Napoleon IV
- 1887 – Ike Clanton, 40, amerikansk revolverman och brottsling
- 1922 – Samuel E. Pingree, 89, amerikansk republikansk politiker, guvernör i Vermont 1884–1886
- 1925 – Thomas R. Marshall, 71, amerikansk demokratisk politiker, USA:s vicepresident 1913–1921
- 1927 – Lizzie Borden, 66, amerikansk kvinna, anklagad för, men frikänd för yxmordet på sina föräldrar 1892
- 1938 – Ödön von Horváth, 36, österrikisk-ungersk dramatiker och berättare
- 1943 – Leslie Howard, 50, brittisk skådespelare, regissör och producent
- 1946
  - Ion Antonescu, 64, rumänsk militär och politiker, Rumäniens premiärminister 1940–1944 (avrättad)
  - Hasse Zetterström, 69, svensk författare, kåsör, humorist och tidningsutgivare med pseudonymen Hasse Z
- 1947 – Anna Hofman-Uddgren, 79, svensk skådespelare, varietéartist, manusförfattare, teaterledare och regissör
- 1961 – Melvin Jones, 82, amerikansk affärsman, grundare av välgörenhetsorganisationen Lions
- 1966 – George Vital Laine, 92, amerikansk musiker och orkesterledare med artistnamnet Papa Jack Laine
- 1968 – Helen Keller, 87, amerikansk författare, aktivist och föreläsare
- 1971 – Reinhold Niebuhr, 78, amerikansk teolog och filosof
- 1978 – James Allen, 65, amerikansk demokratisk politiker, senator för Alabama sedan 1969
- 1979 – Werner Forssmann, 74, tysk urolog, mottagare av Nobelpriset i fysiologi eller medicin 1956
- 1982 – Per G. Holmgren, 72, svensk regissör, manusförfattare, kompositör och sångtextförfattare
- 1983
  - Charles av Flandern, 79, belgisk prins, greve av Flandern, Belgiens regent 1944–1950
  - Anna Seghers, 82, tysk författare
- 1984 – Sten Pettersson, 81, svensk häcklöpare med smeknamnet Sten-Pelle, bragdmedaljör
- 1988 – Moltas Erikson, 55, svensk psykiatriker, underhållare och radioprofil
- 1997 – Nikolaj Tichonov, 92, sovjetisk politiker och ingenjör, Sovjetunionens regeringschef 1980–1985
- 2004 – Randi Brænne, 93, norsk skådespelare
- 2006 – Rocío Jurado, 59, spansk sångare och skådespelare
- 2008
  - Yves Saint-Laurent, 71, fransk modeskapare
  - Josef "Tommy" Lapid, 76, israelisk journalist och politiker, Israels vice premiärminister och justitieminister 2003–2004
- 2015 – Charles Kennedy, 55, brittisk politiker, partiledare för Liberaldemokraterna 1999–2006
- 2017 – Rosa Taikon, 90, svensk silversmed, samhällsdebattör och aktivist för romers rättigheter
- 2025 – Monica Nielsen, 87, svensk sångare och skådespelare